# Женская сборная России по футболу (до 17 лет)
Женская сборная России по футболу (до 17 лет) — футбольная сборная, сформированная в 2007 году для участия в отборочном турнире к чемпионату Европы среди девушек не старше 17 лет, из женской сборной России до 16 лет, которая была создана в 2004 году. Участница всех отборочных турниров к чемпионатам Европы. В финальных стадиях чемпионатов Европы и мира не участвовала. Деятельность сборной регламентируется российским футбольным союзом.

## История выступления на международных турнирах

### Чемпионаты мира
| Год   | Раунд                                              | Место                                              | И                                                  | В                                                  | Н                                                  | П                                                  | МЗ                                                 | МП                                                 | РМ                                                 |
| ----- | -------------------------------------------------- | -------------------------------------------------- | -------------------------------------------------- | -------------------------------------------------- | -------------------------------------------------- | -------------------------------------------------- | -------------------------------------------------- | -------------------------------------------------- | -------------------------------------------------- |
| 2008  | Не прошли квалификацию                             | Не прошли квалификацию                             | Не прошли квалификацию                             | Не прошли квалификацию                             | Не прошли квалификацию                             | Не прошли квалификацию                             | Не прошли квалификацию                             | Не прошли квалификацию                             | Не прошли квалификацию                             |
| 2010  | Не прошли квалификацию                             | Не прошли квалификацию                             | Не прошли квалификацию                             | Не прошли квалификацию                             | Не прошли квалификацию                             | Не прошли квалификацию                             | Не прошли квалификацию                             | Не прошли квалификацию                             | Не прошли квалификацию                             |
| 2012  | Не прошли квалификацию                             | Не прошли квалификацию                             | Не прошли квалификацию                             | Не прошли квалификацию                             | Не прошли квалификацию                             | Не прошли квалификацию                             | Не прошли квалификацию                             | Не прошли квалификацию                             | Не прошли квалификацию                             |
| 2014  | Не прошли квалификацию                             | Не прошли квалификацию                             | Не прошли квалификацию                             | Не прошли квалификацию                             | Не прошли квалификацию                             | Не прошли квалификацию                             | Не прошли квалификацию                             | Не прошли квалификацию                             | Не прошли квалификацию                             |
| 2016  | Не прошли квалификацию                             | Не прошли квалификацию                             | Не прошли квалификацию                             | Не прошли квалификацию                             | Не прошли квалификацию                             | Не прошли квалификацию                             | Не прошли квалификацию                             | Не прошли квалификацию                             | Не прошли квалификацию                             |
| 2018  | Не прошли квалификацию                             | Не прошли квалификацию                             | Не прошли квалификацию                             | Не прошли квалификацию                             | Не прошли квалификацию                             | Не прошли квалификацию                             | Не прошли квалификацию                             | Не прошли квалификацию                             | Не прошли квалификацию                             |
| 2020  | Отменён из-за пандемии COVID-19                    | Отменён из-за пандемии COVID-19                    | Отменён из-за пандемии COVID-19                    | Отменён из-за пандемии COVID-19                    | Отменён из-за пандемии COVID-19                    | Отменён из-за пандемии COVID-19                    | Отменён из-за пандемии COVID-19                    | Отменён из-за пандемии COVID-19                    | Отменён из-за пандемии COVID-19                    |
| 2022  | Отстранена из-за вооружённого конфликта с Украиной | Отстранена из-за вооружённого конфликта с Украиной | Отстранена из-за вооружённого конфликта с Украиной | Отстранена из-за вооружённого конфликта с Украиной | Отстранена из-за вооружённого конфликта с Украиной | Отстранена из-за вооружённого конфликта с Украиной | Отстранена из-за вооружённого конфликта с Украиной | Отстранена из-за вооружённого конфликта с Украиной | Отстранена из-за вооружённого конфликта с Украиной |
| Всего | 0/7                                                | —                                                  | 0                                                  | 0                                                  | 0                                                  | 0                                                  | 0                                                  | 0                                                  | 0                                                  |

### Чемпионаты Европы
| Финальная стадия | Финальная стадия                                   | Финальная стадия                                   | Финальная стадия                                   | Финальная стадия                                   | Финальная стадия                                   | Финальная стадия                                   | Финальная стадия                                   | Финальная стадия                                   | Финальная стадия                                   |                                                    | Квалификация | Квалификация | Квалификация | Квалификация | Квалификация | Квалификация | Квалификация |
| Год              | Раунд                                              | Место                                              | И                                                  | В                                                  | Н                                                  | П                                                  | МЗ                                                 | МП                                                 | РМ                                                 | И                                                  | В            | Н            | П            | МЗ           | МП           | РМ           |              |
| ---------------- | -------------------------------------------------- | -------------------------------------------------- | -------------------------------------------------- | -------------------------------------------------- | -------------------------------------------------- | -------------------------------------------------- | -------------------------------------------------- | -------------------------------------------------- | -------------------------------------------------- | -------------------------------------------------- | ------------ | ------------ | ------------ | ------------ | ------------ | ------------ | ------------ |
| 2008             | Не прошла квалификацию                             | Не прошла квалификацию                             | Не прошла квалификацию                             | Не прошла квалификацию                             | Не прошла квалификацию                             | Не прошла квалификацию                             | Не прошла квалификацию                             | Не прошла квалификацию                             | Не прошла квалификацию                             | Не прошла квалификацию                             | 6            | 3            | 0            | 3            | 10           | 8            | +2           |
| 2009             | Не прошла квалификацию                             | Не прошла квалификацию                             | Не прошла квалификацию                             | Не прошла квалификацию                             | Не прошла квалификацию                             | Не прошла квалификацию                             | Не прошла квалификацию                             | Не прошла квалификацию                             | Не прошла квалификацию                             | Не прошла квалификацию                             | 6            | 3            | 1            | 2            | 19           | 9            | +10          |
| 2010             | Не прошла квалификацию                             | Не прошла квалификацию                             | Не прошла квалификацию                             | Не прошла квалификацию                             | Не прошла квалификацию                             | Не прошла квалификацию                             | Не прошла квалификацию                             | Не прошла квалификацию                             | Не прошла квалификацию                             | Не прошла квалификацию                             | 3            | 1            | 0            | 2            | 20           | 5            | +15          |
| 2011             | Не прошла квалификацию                             | Не прошла квалификацию                             | Не прошла квалификацию                             | Не прошла квалификацию                             | Не прошла квалификацию                             | Не прошла квалификацию                             | Не прошла квалификацию                             | Не прошла квалификацию                             | Не прошла квалификацию                             | Не прошла квалификацию                             | 6            | 2            | 1            | 3            | 7            | 20           | −13          |
| 2012             | Не прошла квалификацию                             | Не прошла квалификацию                             | Не прошла квалификацию                             | Не прошла квалификацию                             | Не прошла квалификацию                             | Не прошла квалификацию                             | Не прошла квалификацию                             | Не прошла квалификацию                             | Не прошла квалификацию                             | Не прошла квалификацию                             | 3            | 2            | 0            | 1            | 6            | 4            | +2           |
| 2013             | Не прошла квалификацию                             | Не прошла квалификацию                             | Не прошла квалификацию                             | Не прошла квалификацию                             | Не прошла квалификацию                             | Не прошла квалификацию                             | Не прошла квалификацию                             | Не прошла квалификацию                             | Не прошла квалификацию                             | Не прошла квалификацию                             | 3            | 2            | 0            | 1            | 9            | 9            | 0            |
| 2014             | Не прошла квалификацию                             | Не прошла квалификацию                             | Не прошла квалификацию                             | Не прошла квалификацию                             | Не прошла квалификацию                             | Не прошла квалификацию                             | Не прошла квалификацию                             | Не прошла квалификацию                             | Не прошла квалификацию                             | Не прошла квалификацию                             | 6            | 4            | 1            | 1            | 8            | 8            | 0            |
| 2015             | Не прошла квалификацию                             | Не прошла квалификацию                             | Не прошла квалификацию                             | Не прошла квалификацию                             | Не прошла квалификацию                             | Не прошла квалификацию                             | Не прошла квалификацию                             | Не прошла квалификацию                             | Не прошла квалификацию                             | Не прошла квалификацию                             | 6            | 2            | 0            | 4            | 11           | 14           | −3           |
| 2016             | Не прошла квалификацию                             | Не прошла квалификацию                             | Не прошла квалификацию                             | Не прошла квалификацию                             | Не прошла квалификацию                             | Не прошла квалификацию                             | Не прошла квалификацию                             | Не прошла квалификацию                             | Не прошла квалификацию                             | Не прошла квалификацию                             | 6            | 2            | 0            | 4            | 8            | 13           | −5           |
| 2017             | Не прошла квалификацию                             | Не прошла квалификацию                             | Не прошла квалификацию                             | Не прошла квалификацию                             | Не прошла квалификацию                             | Не прошла квалификацию                             | Не прошла квалификацию                             | Не прошла квалификацию                             | Не прошла квалификацию                             | Не прошла квалификацию                             | 6            | 3            | 0            | 3            | 5            | 7            | −2           |
| 2018             | Не прошла квалификацию                             | Не прошла квалификацию                             | Не прошла квалификацию                             | Не прошла квалификацию                             | Не прошла квалификацию                             | Не прошла квалификацию                             | Не прошла квалификацию                             | Не прошла квалификацию                             | Не прошла квалификацию                             | Не прошла квалификацию                             | 6            | 2            | 1            | 3            | 5            | 15           | −10          |
| 2019             | Не прошла квалификацию                             | Не прошла квалификацию                             | Не прошла квалификацию                             | Не прошла квалификацию                             | Не прошла квалификацию                             | Не прошла квалификацию                             | Не прошла квалификацию                             | Не прошла квалификацию                             | Не прошла квалификацию                             | Не прошла квалификацию                             | 6            | 2            | 0            | 4            | 10           | 13           | −3           |
| 2020             | Отменён из-за пандемии COVID-19                    | Отменён из-за пандемии COVID-19                    | Отменён из-за пандемии COVID-19                    | Отменён из-за пандемии COVID-19                    | Отменён из-за пандемии COVID-19                    | Отменён из-за пандемии COVID-19                    | Отменён из-за пандемии COVID-19                    | Отменён из-за пандемии COVID-19                    | Отменён из-за пандемии COVID-19                    | Отменён из-за пандемии COVID-19                    | 3            | 3            | 0            | 0            | 12           | 3            | +9           |
| 2021             | Отменён из-за пандемии COVID-19                    | Отменён из-за пандемии COVID-19                    | Отменён из-за пандемии COVID-19                    | Отменён из-за пандемии COVID-19                    | Отменён из-за пандемии COVID-19                    | Отменён из-за пандемии COVID-19                    | Отменён из-за пандемии COVID-19                    | Отменён из-за пандемии COVID-19                    | Отменён из-за пандемии COVID-19                    | Отменён из-за пандемии COVID-19                    | 0            | 0            | 0            | 0            | 0            | 0            | 0            |
| 2022             | Отстранена из-за вооружённого конфликта с Украиной | Отстранена из-за вооружённого конфликта с Украиной | Отстранена из-за вооружённого конфликта с Украиной | Отстранена из-за вооружённого конфликта с Украиной | Отстранена из-за вооружённого конфликта с Украиной | Отстранена из-за вооружённого конфликта с Украиной | Отстранена из-за вооружённого конфликта с Украиной | Отстранена из-за вооружённого конфликта с Украиной | Отстранена из-за вооружённого конфликта с Украиной | Отстранена из-за вооружённого конфликта с Украиной | 3            | 1            | 1            | 1            | 2            | 1            | +1           |
| Всего            | 0/13                                               | —                                                  | 0                                                  | 0                                                  | 0                                                  | 0                                                  | 0                                                  | 0                                                  | 0                                                  | 69                                                 | 32           | 5            | 32           | 132          | 129          | +3           |              |

1. 1 2  В ничьи включены также матчи плей-офф, которые завершились послематчевыми пенальти.

## Главные тренеры (официальные матчи ЧМ и ЧЕ)
| Тренер            | Период работы | Результаты | Результаты | Результаты | Результаты | Результаты |
| Тренер            | Период работы | И          | В          | Н          | П          | В %        |
| ----------------- | ------------- | ---------- | ---------- | ---------- | ---------- | ---------- |
| Александр Шагов   | 2004—2006     | 0          | 0          | 0          | 0          | —          |
| Владимир Антонов  | 2007—2009     | 12         | 6          | 1          | 5          | 050,00     |
| Николай Кочешков  | 2010—2013     | 15         | 7          | 1          | 7          | 046,67     |
| Наталья Корнюшина | 2014          | 6          | 4          | 1          | 1          | 066,67     |
| Виктор Папаев     | 2015          | 6          | 2          | 0          | 4          | 033,33     |
| Александр Шагов   | 2016          | 6          | 2          | 0          | 4          | 033,33     |
| Валентин Гавва    | 2017—н. в.    | 24         | 11         | 2          | 11         | 045,83     |
| Всего             | Всего         | 69         | 32         | 5          | 32         | 046,38     |